# 1738 w polityce

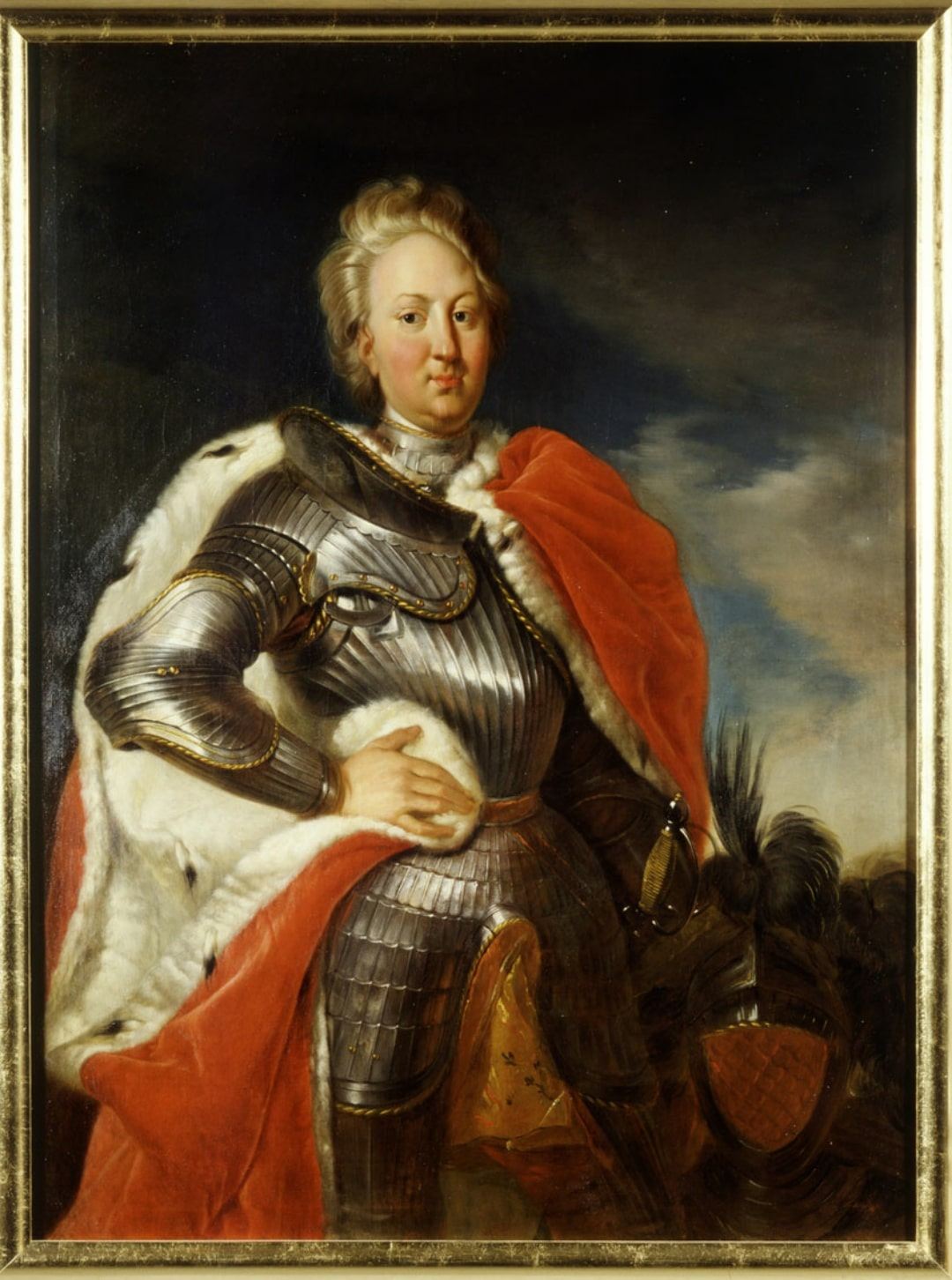
Karol III Wilhelm Badeński

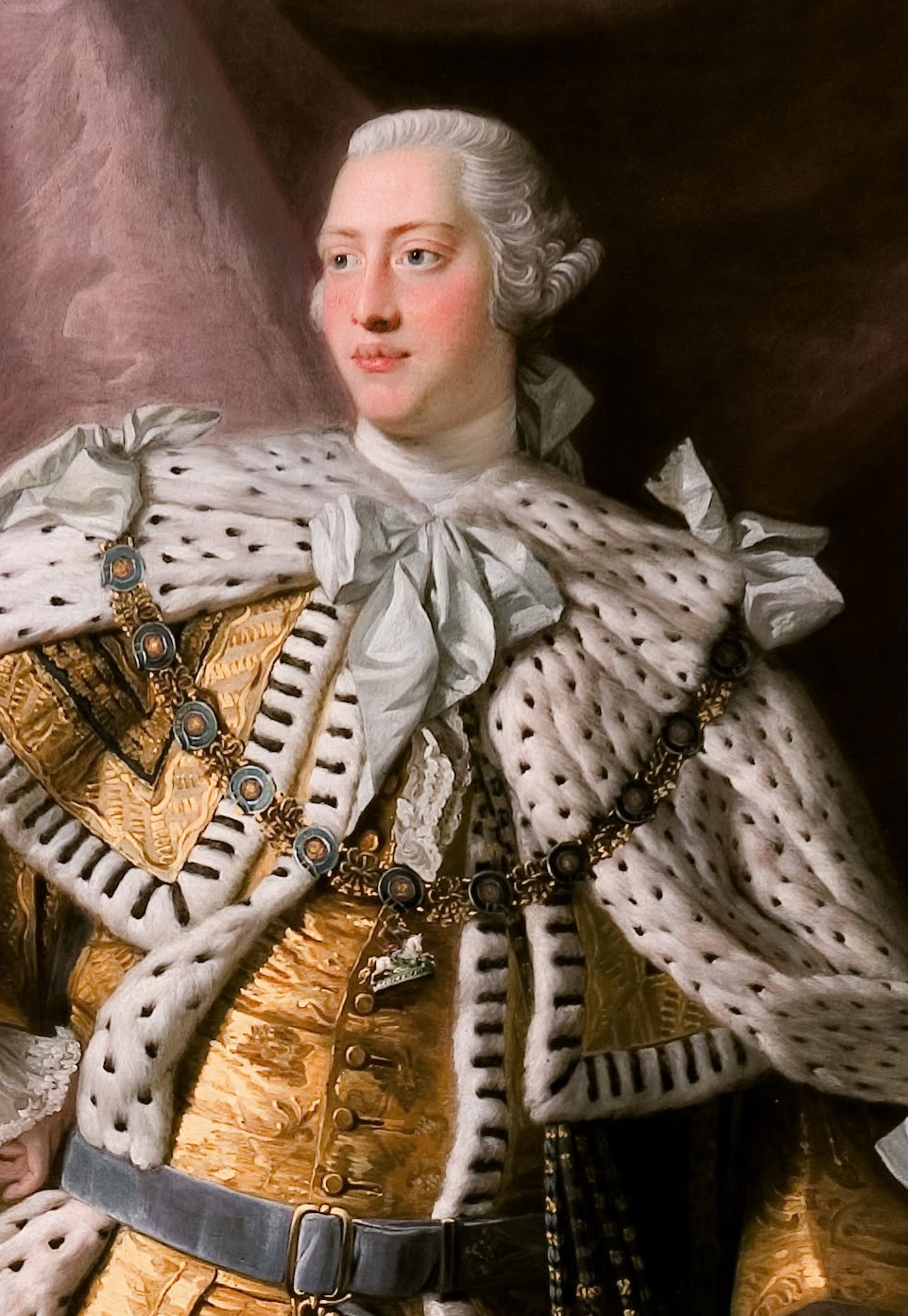
Jerzy III Hanowerski

Wydarzenia polityczne w 1738 roku.

## Wydarzenia
- Constantia Jones, angielska prostytutka, została stracona pod zarzutem kradzieży[1].

## Urodzili się
- 4 czerwca Jerzy III Hanowerski, król Wielkiej Brytanii[2].

## Zmarli
- 1 maja Charles Howard, 3. hrabia Carlisle, angielski arystokrata[3].
- 12 maja Karol III Wilhelm, margrabia Badenii-Durlach[4].
- 28 września José Pereira de Lacerda, portugalski kardynał[5].